# Ici Creuse
Ici Creuse, anciennement France Bleu Creuse, est l'une des 44 stations de radio généralistes du réseau Ici de Radio France; elle dessert le département de la Creuse.

## Historique
La station a commencé à émettre sous le nom de Radio La Creuse le 5 septembre 1982. La première année de fonctionnement est difficile, avec une rédaction en chef instable, suscitant une grève. En 1986, la station devient Radio France Creuse.
Le 4 septembre 2000, les radios locales de Radio France sont réunies dans le réseau France Bleu qui fournit un programme commun national que reprennent les programmes locaux des stations en régions. La station devient France Bleu Creuse.
Le 6 janvier 2025 à 5 h, la station est enfin 
devenue Ici Creuse.

## Groupes locales
Aujourd'hui, la direction de la station ici Creuse encadre un groupe de journalistes et d'animateurs radio[source insuffisante].

## Diffusion
Ici Creuse diffuse ses programmes sur la fréquence 94.3 dans la bande FM sur les zones géographiques de Guéret, Aubusson et Auzances.
Depuis septembre 2019, une matinale est filmée et retransmise sur la chaîne France 3 Limousin, canal n°3 de la TNT.